# Григорий (Чирков)
Архиепи́скоп Григо́рий (в миру Ю́рий Серге́евич Чирко́в; 1 января 1942, деревня Козлы, Кировская область — 25 февраля 2018, Москва) — епископ Русской православной церкви, архиепископ Можайский, викарий Московской епархии (1987—2018).

## Биография
Родился 1 января 1942 года в деревне Козлы Вожгальского района (не сохранилась; ныне — территория Кумёнского района Кировской области) в крестьянской семье.
В 1960 году, окончив среднюю школу, поступил на историко-филологический факультет Кировского государственного педагогического института. Спустя год перешёл на заочное отделение этого института и одновременно преподавал русский язык и литературу в восьмилетней школе села Верхобыстрица Куменского района Кировской области.
С 1963 года работал инспектором Кировской государственной контрольной лаборатории.
В 1969 году, после службы в армии, поступил в Ленинградскую духовную семинарию, затем — в Ленинградскую духовную академию.
15 марта 1973 года митрополитом Ленинградским и Новгородским Никодимом пострижен в монашество с наречением имени Григорий — в честь святителя Григория Двоеслова. 25 марта — рукоположён во иеродиакона, 4 декабря — во иеромонаха, назначен помощником инспектора Ленинградской духовной академии и семинарии.
В 1975 году окончил Ленинградскую духовную академию со степенью кандидата богословия за сочинение «Антропогенезис I и II глав Книги Бытия в толкованиях святых отцов и христианских богословов».
В 1975—1978 годах слушатель аспирантуры при Московской духовной академии, одновременно референт ОВЦС.
В 1976 году возведён в сан игумена.
В 1977 году назначен секретарём Московского епархиального управления.
В 1978 году возведён в сан архимандрита.
В 1981 году — назначен настоятелем Успенского храма Новодевичьего монастыря.
10 сентября 1987 года определён быть епископом Можайским, викарием Московской епархии. 12 сентября в Белом зале Московской патриархии наречён во епископа Можайского. Чин наречения совершили Патриарх Московский и всея Руси Пимен, митрополит Одесский и Херсонский Сергий (Петров), митрополит Крутицкий и Коломенский Ювеналий (Поярков), архиепископ Зарайский Иов (Тывонюк), архиепископ Воронежский и Липецкий Мефодий (Немцов), епископ Алма-Атинский и Казахстанский Евсевий (Саввин). 13 сентября тем же иерархами хиротонисан во епископа Можайского, викария Московской епархии.
25 февраля 1997 года возведён в сан архиепископа.
До самых последних дней, когда уже чувствовал сильные боли, продолжал работать в Епархиальном управлении. Когда ему стало хуже, последние 2-3 дня провёл дома, а потом был госпитализирован в реанимацию Первой градской больницы.
Скончался 25 февраля 2018 года. В тот же день Патриарший наместник Московской епархии митрополит Крутицкий и Коломенский Ювеналий совершил в храме Успения Пресвятой Богородицы Новодевичьего женского монастыря в Москве заупокойную литию по нему. 26 февраля гроб с телом иерарха был доставлен в Успенский храм Новодевичьего монастыря, митрополит Ювеналий и духовенство Московской епархии совершили заупокойное богослужение. Вечером того же дня епископ Серпуховский Роман в сослужении духовенства Московской епархии совершил парастас у гроба почившего архипастыря. 27 февраля там же состоялось отпевание. Похоронен в тот же день в Бобреневом монастыре.

## Награды
- Орден преподобного Сергия Радонежского 3-й степени (1980)
- Ставрофор ордена православных Ставрофоров Всесвятого Гроба Господня Иерусалимской Православной Церкви с вручением золотого креста с украшениями (1981) и золотого креста с короной (1988) (Иерусалимская Православная Церковь)
- Орден Святого Владимира 3-й степени (1983)
- Золотая медаль Советского Фонда мира (1988)
- Медаль «50 лет победы в Великой Отечественной войне 1941—1945 гг.» (1995)
- Медаль «В память 850-летия Москвы» (1997)
- Орден Почёта (2000) — за большой вклад в укрепление гражданского мира и возрождение духовно-нравственных традиций[5]
- Орден Святого Владимира 2-й степени (2002)
- Орден Дружбы (2007)[6]
- Орден преподобного Сергия Радонежского II степени (2007)
- Орден преподобного Сергия Радонежского I степени (1 января 2012)[7]
- Орден преподобного Серафима Саровского I степени (1 января 2017)[8]

## Публикации
- В день памяти трех святителей // Журнал Московской Патриархии. 1974. — № 5. — С. 26.
- Памяти игумении Серафимы (Чёрной) // Журнал Московской Патриархии. 2000. — № 2. — С. 58-60.
- Три знаменательных юбилея // Журнал Московской Патриархии. 2002. — № 5. — С. 56-63.